# Belonogaster levior
Belonogaster levior är en getingart som beskrevs av Richards 1982. Belonogaster levior ingår i släktet Belonogaster och familjen getingar. Inga underarter finns listade.